# Gozdów (stacja kolejowa)
Gozdów – zlikwidowana wąskotorowa stacja kolejowa we wsi Gozdów, w województwie lubelskim, w Polsce.